# Vattenpolo vid olympiska sommarspelen 1936
Vattenpoloturneringen vid Olympiska sommarspelen 1936 avgjordes i Berlin.

## Medaljsummering
| Gren                          | Guld | Silver | Brons |
| Herrarnas vattenpoloturnering | Ungern Mihály Bozsi Jenő Brandi György Bródy Olivér Halassy Kálmán Hazai Márton Homonnai György Kutasi István Molnár János Németh Miklós Sárkány Sándor Tarics | Tyskland Bernhard Baier Fritz Gunst Joseph Hauser Alfred Kienzle Paul Klingenburg Heinrich Krug Hans Schneider Hans Schulze Gustav Schürger Helmuth Schwenn Fritz Stolze | Belgien Gérard Blitz Albert Castelyns Pierre Coppieters Joseph De Combe Henri De Pauw Henri Disy Fernand Isselé Edmond Michiels Henri Stoelen |